# Federico Polak
Federico Gabriel Polak (Buenos Aires, 24 de julio de 1944) es un abogado, docente, autor y político argentino, de ideología desarrollista. Ejerció la función pública en distintas administraciones nacionales y provinciales.

## Trayectoria política
Comenzó su militancia política en 1967 trabajando junto al expresidente Arturo Frondizi. Fue delegado electoral del Frente Justicialista de Liberación (FREJULI) para las elecciones del 11 de marzo de 1973. En 1983 fue candidato a diputado nacional por el Movimiento de Integración y Desarrollo (MID) en el distrito Capital Federal. Se incorporó como extra partidario al gobierno nacional el 10 de diciembre de ese año. En 1989 conoció al expresidente Raúl Ricardo Alfonsín, de quien fue su portavoz y vocero, forjándose entre ambos una definitiva y leal amistad. Se lo considera un piloto de tormentas por haberse encargado con éxito de la conducción de instituciones en crisis, en especial el Club Atlético Boca Juniors ( del que fuera su presidente número 28), el Banco de la Provincia de Río Negro y el PAMI. Fue asesor presidencial y ministerial, Presidente de la Caja Complementaria para la Actividad Docente, Director por el Estado Nacional en Repsol-YPF, Interventor del Banco de la Provincia de Chubut e Interventor del Banco de la Provincia de Río Negro. Integró durante años, como miembro activo, la Asamblea Permanente por los Derechos Humanos (APDH), durante la dictadura militar. Hasta el 9 de noviembre de 2021 fue representante especial para la promoción de la actividad empresarial ante el Reino de España.

## Trayectoria académica
Egresó como abogado en 1967 de la Universidad de Buenos Aires, donde completó sus estudios de doctorado entre 1968 y 1970. En 2003 defendió su tesis doctoral "La Empresa Extranjera", en la Universidad del Museo Social Argentino, casa de estudios de la que posteriormente fue decano desde 2008 a 2016. En 1970 obtuvo un First Class Certificate with Distinction in International Law en la City of London Polytechnic. Intervino en casos judiciales que fijaron principios rectores de derecho comercial moderno referidos al allanamiento de la personalidad jurídica de grupos internacionales y la responsabilidad de los bancos nacionales por sus operaciones off-shore (Swift-Deltec; Worldwide, y Extrader). Fue presidente de CADRA, la entidad de gestión colectiva que defiende los derechos de autor durante años hasta el 30 de julio de 2019.

## Publicaciones
Es autor de doctrina jurídica desde el año 1968, destacándose sus obras sobre sociedad de responsabilidad limitada y sobre sociedades extranjeras. Entre sus ensayos políticos sobresale "Un viejo diccionario español. La tontería del desarrollo argentino" (Corregidor 2005), en el cual aboga por la necesidad de diseñar un modelo de desarrollo inclusivo para la Argentina y establecer una relación madura con los Estados Unidos y Brasil. También incursionó en la literatura de ficción fantástica. Su novela “Remember Max Baer"" fue publicada en 2008 por Aurelia Rivera Libros. Entre las notas de opinión que publicara en los diarios más importantes del país se destacan "Volver a Empezar", "Gobierno y Oposición", "Como en el limbo" y "La Carta Magna y el Código Civil". Es el creador y administrador del sitio www.eltontoylossabios.com, que vincula el pensamiento intelectual con la política y la literatura. Su último libro es "Armando a Macri. Memoria del interventor" (Grupo Claridad 2019)

## Vida familiar
Es hijo del juez Carlos Polak y de la escritora Rebeca Mactas Alpersohn. Su hermana fue la Professor Dame Julia Polak, científica inglesa, dame commander, Orden del Imperio Británico, nominada al Premio Nobel de M edicina. Tiene tres hijos: Lucila, actriz y productora cinematográfica, Micaela, productora de radio, exdirectora de la revista de cultura Lamás Médula y Federico Carlos, abogado y empresario. Y cuatro nietos: Camila Morrone, actriz y modelo; Pedro Moreno Polak, estudiante de periodismo deportivo, y jugador federado de futsal; Homero Moreno Polak, estudiante; y Sasha Polak, fallecido en 2018, hijo de Federico Carlos Polak.[cita requerida]